# Мезозавр
Мезозавр (лат. Mesosaurus, от др.-греч. μέσος σαῦρος — средний ящер) — род вымерших пресмыкающихся отряда мезозавров из нижнепермской эпохи (артинский век) южной Африки и юго-восточной Южной Америки. Мезозавр представляет большой научный интерес тем, что это самая древняя из известных рептилий, которая уже на новом уровне организации стала осваивать водную среду. Вероятно в начале пермского периода территории южных материков были очень сухими, на суше было мало пищи, поэтому потомки амфибий перешли к водному образу жизни.

## Характеристика

Сравнительный размер

Мезозавр был небольшим пресмыкающимся, достигавшим в длину 1 м (ранее указывались более мелкие размеры в связи с имеющимися окаменелостями только молодых особей). Это было полностью водное животное, длинный хвост помогал передвижению в воде. В очень длинных челюстях располагались многочисленные тонкие зубы, идеальные для захвата скользкой рыбы. Учёные считают, что мезозавр также мог иметь перепончатые конечности, выполнявшие в воде такую же функцию, как ласты. Мезозавры обитали в пресных водоёмах, где кормились рыбой, но они также выходили на берег, чтобы отложить яйца.

## Ареал — Пангея
Мезозавры имеют важное значение в обеспечении доказательств теории континентального дрейфа, потому что его останки были найдены в южной Африке и юго-восточной Южной Америке, двух достаточно отдалённых друг от друга местах. Так как мезозавры были пресноводными животными, и поэтому не могли пересекать Атлантический океан, это неопровержимо указывает на то, что в пермском периоде вся суша представляла собой один великий суперконтинент Пангею.

## Классификация
По данным сайта Paleobiology Database, на сентябрь 2019 года в род включают 1 вымерший вид, почти все остальные сведены в синонимику:
- Mesosaurus tenuidens Gervais, 1865, syn.:

Ditrochosaurus capensis Gürich, 1889
Mesosaurus brasiliensis Mac Gregor, 1908
Mesosaurus braziliensis Mac Gregor, 1908
Mesosaurus capensis Gürich, 1889
Ещё один биномен, Mesosaurus pleurogaster Seeley, 1892, имеет статус nomen dubium в семействе Mesosauridae.

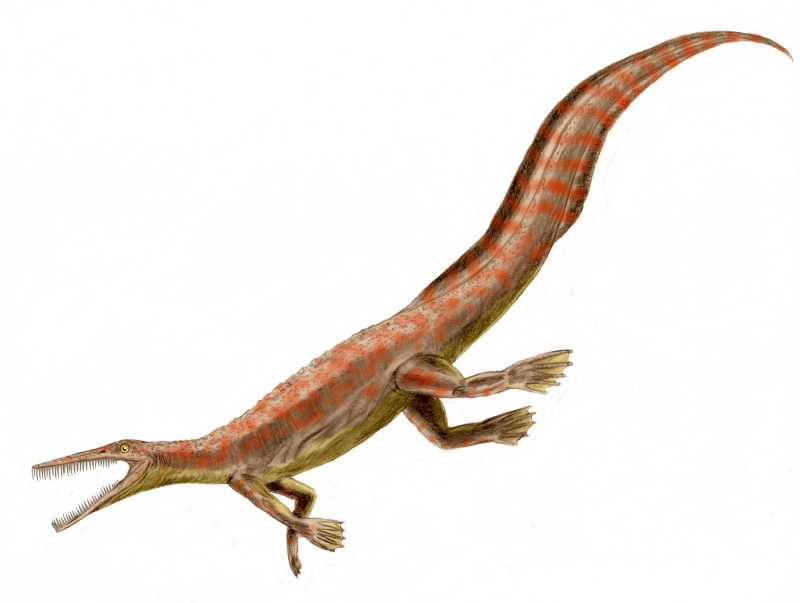
Реконструкция
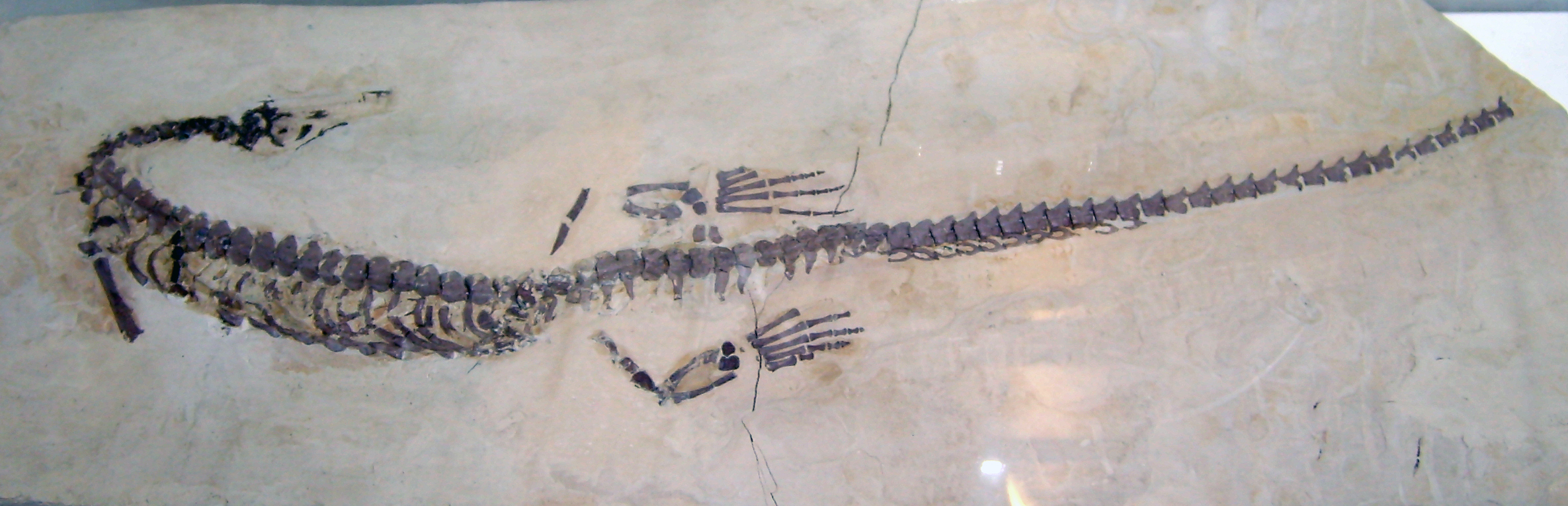
Скелет мезозавра
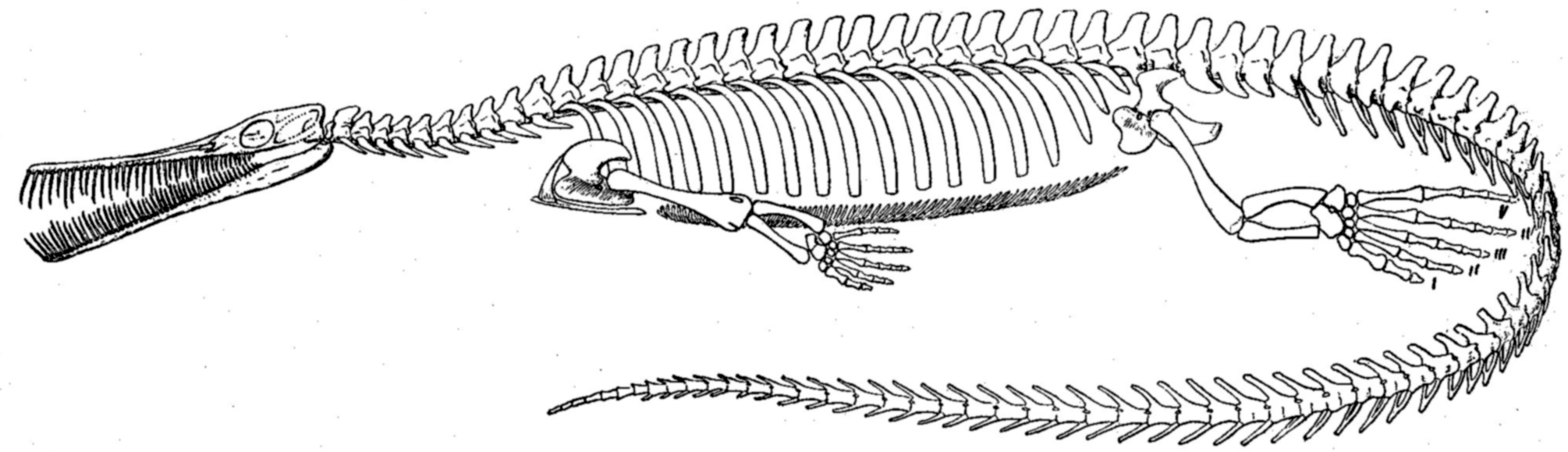
Скелет мезозавра